# Азуга
Азуга (рум. Azuga) — місто у повіті Прахова в Румунії.

## Географія
Місто розташоване на відстані 119 км на північ від Бухареста, 67 км на північний захід від Плоєшті, 23 км на південь від Брашова. Містом протікає річка Азуга.

### Клімат
Азуга знаходиться у помірній зоні, котра характеризується вологим континентальним кліматом. Найтепліший місяць — липень з середньою температурою 15 °C (59 °F). Найхолодніший місяць — січень, з середньою температурою -4.4 °С (24 °F).
| Клімат Азуги            | Клімат Азуги | Клімат Азуги | Клімат Азуги | Клімат Азуги | Клімат Азуги | Клімат Азуги | Клімат Азуги | Клімат Азуги | Клімат Азуги | Клімат Азуги | Клімат Азуги | Клімат Азуги | Клімат Азуги |
| Показник                | Січ.         | Лют.         | Бер.         | Квіт.        | Трав.        | Черв.        | Лип.         | Серп.        | Вер.         | Жовт.        | Лист.        | Груд.        | Рік          |
| Середній максимум, °C   | −1,1         | 0            | 5            | 8,9          | 13,9         | 18,9         | 21,1         | 17,8         | 15           | 11,1         | 5            | 0            | 9,6          |
| Середня температура, °C | −4,4         | −3,9         | 0,6          | 4,4          | 8,9          | 12,8         | 15           | 12,8         | 10,6         | 6,7          | 1,7          | −2,8         | 5,2          |
| Середній мінімум, °C    | −7,8         | −7,8         | −3,9         | 0            | 3,9          | 7,2          | 8,9          | 7,8          | 6,1          | 2,2          | −2,2         | −6,1         | 0,7          |
| Норма опадів, мм        | 20           | 40           | 40           | 60           | 50           | 60           | 70           | 80           | 60           | 40           | 40           | 20           | 580          |
| ----------------------- | ------------ | ------------ | ------------ | ------------ | ------------ | ------------ | ------------ | ------------ | ------------ | ------------ | ------------ | ------------ | ------------ |
| Джерело: Weatherbase    |              |              |              |              |              |              |              |              |              |              |              |              |              |

## Населення
За даними перепису населення 2002 року у місті проживали 5213 осіб.
Національний склад населення міста:
| Національність   | Кількість осіб | Відсоток |
| ---------------- | -------------- | -------- |
| румуни           | 5128           | 98,4%    |
| угорці           | 40             | 0,8%     |
| цигани           | 21             | 0,4%     |
| німці            | 19             | 0,4%     |
| росіяни-липовани | 2              | < 0,1%   |
| вірмени          | 1              | < 0,1%   |
| чанго            | 1              | < 0,1%   |

Рідною мовою назвали:
| Мова      | Кількість осіб | Відсоток |
| --------- | -------------- | -------- |
| румунська | 5153           | 98,8%    |
| угорська  | 37             | 0,7%     |
| німецька  | 17             | 0,3%     |
| циганська | 4              | 0,1%     |
| російська | 2              | < 0,1%   |

Склад населення міста за віросповіданням:
| Релігія                                       | Кількість осіб | Відсоток |
| --------------------------------------------- | -------------- | -------- |
| православні                                   | 5011           | 96,1%    |
| римо-католики                                 | 104            | 2,0%     |
| бретрени                                      | 21             | 0,4%     |
| п'ятдесятники                                 | 14             | 0,3%     |
| баптисти                                      | 13             | 0,2%     |
| греко-католики                                | 11             | 0,2%     |
| реформати                                     | 10             | 0,2%     |
| адвентисти                                    | 6              | 0,1%     |
| унітарії                                      | 3              | 0,1%     |
| лютерани (Синодально-пресвітеріанська церква) | 3              | 0,1%     |
| не релігійні                                  | 2              | < 0,1%   |
| лютерани (Аугсбурзького сповідання)           | 1              | < 0,1%   |
| атеїсти                                       | 1              | < 0,1%   |

## Зовнішні посилання
- Дані про місто Азуга на сайті Ghidul Primăriilor